# 圣吕西安 (厄尔-卢瓦省)
圣吕西安（法語：Saint-Lucien，法語發音：[sɛ̃ lysjɛ̃]）是法国厄尔-卢瓦省的一个市镇，属于德勒区。

## 地理
圣吕西安（48°38'53"N, 1°37'26"E）面积8.71 平方千米，位于法国中央-卢瓦尔河谷大区厄尔-卢瓦省，该省份为法国北部内陆省份，北起顺时针与厄尔省、伊夫林省、埃松省、卢瓦雷省、卢瓦-谢尔省、萨尔特省和奧恩省接壤。
与圣吕西安接壤的市镇（或旧市镇、城区）包括：维利耶勒莫里耶、埃尔默赖、米坦维尔、赖泽。
圣吕西安的时区为UTC+01:00、UTC+02:00（夏令时）。

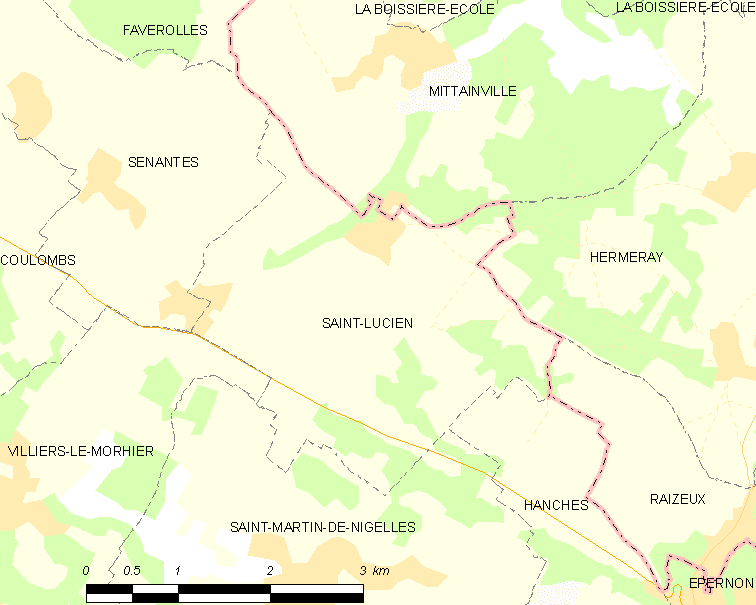
圣吕西安的OSM定位图

## 行政
圣吕西安的邮政编码为28210，INSEE市镇编码为28349。

## 政治
圣吕西安所属的省级选区为埃佩尔农县。

## 人口

1962-2008年间圣吕西安人口变化图示

圣吕西安于2022年1月1日时的人口数量为278人。